# Nuoto ai campionati europei di nuoto 2020 - Staffetta mista 4x100 metri stile libero
La staffetta mista 4x100 metri stile libero dei campionati europei di nuoto 2020 si è svolta il 22 maggio 2021 presso la Duna Aréna di Budapest, in Ungheria.

## Podio
| Posizione | Oro | Argento                                                                                                  | Bronzo                                                                                                |
| --------- | --- | --- | --- |
| Nazione   | Gran Bretagna                                                                                                 | Paesi Bassi                                                                                              | Italia                                                                                                |
| Atleti    | Duncan Scott Thomas Dean Anna Hopkin Freya Anderson Matthew Richards* Jacob Whittle* Evelyn Davis* Lucy Hope* | Stan Pijnenburg Jesse Puts Ranomi Kromowidjojo Femke Heemskerk Luc Kroon* Marrit Steenbergen* Kim Busch* | Alessandro Miressi Thomas Ceccon Federica Pellegrini Silvia Di Pietro Manuel Frigo* Chiara Tarantino* |

## Record
Prima della manifestazione il record del mondo (RM), il record europeo (EU) e il record dei campionati (RC) erano i seguenti.
|  | 3'19"40 | Stati Uniti | 29 luglio 2019 Gwangju  |
|  | 3'21"81 | Paesi Bassi | 29 luglio 2017 Budapest |
|  | 3'22"07 | Francia     | 8 agosto 2018 Glasgow   |

## Risultati

### Batterie
The heats were started at 11:02 (UTC+1).
| Class | Gruppo | Corsia | Nazione       | Atleti | Tempo   | Note |
| ----- | ------ | ------ | ------------- | --- | ------- | ---- |
| 1     | 2      | 2      | Italia        | Manuel Frigo (48.90) Thomas Ceccon (47.84) Chiara Tarantino (54.73) Silvia Di Pietro (54.90)                                | 3:26.37 | Q    |
| 2     | 1      | 2      | Polonia       | Jakub Kraska (48.77) Kacper Majchrzak (49.11) Kornelia Fiedkiewicz (54.86) Alicja Tchórz (54.21)                            | 3:26.95 | Q    |
| 3     | 2      | 7      | Paesi Bassi   | Stan Pijnenburg (48.75) Luc Kroon (49.35) Marrit Steenbergen (54.04) Kim Busch (55.20)                                      | 3:27.34 | Q    |
| 4     | 2      | 6      | Gran Bretagna | Matthew Richards (48.97) Jacob Whittle (48.47) Evelyn Davis (55.42) Lucy Hope (54.51)                                       | 3:27.37 | Q    |
| 5     | 1      | 8      | Ungheria      | Nándor Németh (48.75) Richárd Bohus (49.32) Petra Senánszky (55.29) Fanni Gyurinovics (54.64)                               | 3:28.00 | Q    |
| 6     | 2      | 5      | Serbia        | Velimir Stjepanović (49.22) Andrej Barna (48.33) Tanja Popović (55.60) Nina Stanisavljević (55.04)                          | 3:28.19 | Q    |
| 7     | 1      | 4      | Danimarca     | Mathias Rysgaard (49.08) Frederik Ried Lentz (48.60) Julie Kepp Jensen (54.64) Emily Gantriis (56.03)                       | 3:28.35 | Q    |
| 8     | 1      | 5      | Svezia        | Björn Seeliger (49.77) Robin Hanson (49.28) Louise Hansson (54.26) Sara Junevik (55.17)                                     | 3:28.48 | Q    |
| 9     | 1      | 7      | Russia        | Aleksandr Shchegolev (48.76) Ivan Girev (49.11) Arina Surkova (55.29) Anna Egorova (55.57)                                  | 3:28.73 |      |
| 10    | 1      | 3      | Irlanda       | Max McCusker (50.66) Jordan Sloan (50.13) Erin Riordan (56.27) Victoria Catterson (56.00)                                   | 3:33.06 |      |
| 11    | 2      | 0      | Turchia       | Baturalp Ünlü (51.22) Yalım Acımış (50.31) Selen Özbilen (55.98) İlknur Nihan Çakıcı (55.99)                                | 3:33.50 |      |
| 12    | 2      | 3      | Slovacchia    | Matej Duša (50.11) Ádám Halás (51.06) Martina Cibulková (56.61) Teresa Ivanová (55.89)                                      | 3:33.67 |      |
| 13    | 2      | 8      | Islanda       | Dadó Fenrir Jasminuson (52.09) Kristinn Þórarinsson (52.25) Snæfríður Jórunnardóttir (56.24) Jóhanna Guðmundsdóttir (58.09) | 3:38.67 |      |
| 14    | 1      | 6      | Andorra       | Tomás Lomero (52.58) Bernat Lomero (52.30) Nàdia Tudó (1:00.10) Mónica Ramírez (58.59)                                      | 3:43.57 |      |
| 15    | 2      | 4      | Armenia       | Artur Barseghyan (50.49) Vladimir Mamikonyan (53.70) Ani Poghosyan (1:01.02) Varsenik Manucharyan (59.96)                   | 3:45.17 |      |
| 16    | 1      | 1      | Kosovo        | Arti Krasniqi (55.01) Vigan Bytyqi (57.18) Eda Zeqiri (1:04.98) Era Budima (1:06.06)                                        | 4:03.23 |      |
| dns   | 2      | 1      | Svizzera      | dns | dns     | dns  |

### Finale
La finale si è svolta alle ore 19:31 (UTC+1).
| Class   | Corsia | Natione       | Atleti                                                                                                | Tempo   | Note |
| ------- | ------ | ------------- | --- | ------- | ---- |
| Oro     | 6      | Gran Bretagna | Duncan Scott (48.20) Thomas Dean (48.11) Anna Hopkin (52.88) Freya Anderson (52.88)                   | 3:22.07 | =    |
| Argento | 3      | Paesi Bassi   | Stan Pijnenburg (48.55) Jesse Puts (48.39) Ranomi Kromowidjojo (53.59) Femke Heemskerk (51.73)        | 3:22.26 |      |
| Bronzo  | 4      | Italia        | Alessandro Miressi (47.63) Thomas Ceccon (47.59) Federica Pellegrini (53.58) Silvia Di Pietro (53.84) | 3:22.64 |      |
| 4       | 5      | Polonia       | Jakub Kraska (49.19) Kacper Majchrzak (48.41) Alicja Tchórz (54.42) Katarzyna Wasick (53.57)          | 3:25.59 |      |
| 5       | 2      | Ungheria      | Nándor Németh (48.27) Richárd Bohus (48.62) Petra Senánszky (55.20) Fanni Gyurinovics (54.18)         | 3:26.27 |      |
| 6       | 8      | Svezia        | Robin Hanson (49.53) Isak Eliasson (48.23) Louise Hansson (54.24) Sara Junevik (55.30)                | 3:27.30 |      |
| 7       | 7      | Serbia        | Andrej Barna (48.42) Velimir Stjepanović (49.11) Tanja Popović (55.98) Nina Stanisavljević (54.84)    | 3:28.35 |      |
| dq      | 1      | Danimarca     | Mathias Rysgaard (49.63) Frederik Ried Lentz Signe Bro Julie Kepp Jensen                              | dq      |      |